# Zahlbrucknerella maritima
Zahlbrucknerella maritima är en lavart som beskrevs av Henssen. Zahlbrucknerella maritima ingår i släktet Zahlbrucknerella och familjen Lichinaceae.   Inga underarter finns listade i Catalogue of Life.